# 臺灣三顎四環蛭
臺灣三顎四環蛭（学名：Tritetrabdella taiwana）为山蛭科三顎四環蛭屬下的一个种。